# 従九位
従九位（じゅくい）は、日本の位階における位の一つ。正九位の下、大初位の上の位階である。

## 概要
従九位は、明治時代初期の太政官制において、明治2年（1869年）7月に制定され同年8月22日に定められた職員令により、設けられた。従九位は、民部省・大蔵省の省掌などに相当する。なお、職員令制定の際に大初位・少初位に相当する職掌が設けられず「虚位」となったことから、実務的には最も下の位階となった。
栄典としての位階制が定められた叙位条例（明治20年勅令第10号）、位階令（大正15年勅令第325号）には、九位はない。